# Педро Фройлас де Траба
Пе́дро Фро́йлас де Тра́ба (гал. і ісп. Pedro Fróilaz de Traba; бл. 1075 / 1086 — 1126 / 1128) — галісійський магнат, вельможа королівства Леон, граф Трабський (1096—1126) і Галісійський (1107—1122). Представник шляхетного Трабського дому. Походив із Траби, Галісія, королівство Леон. Син трабського графа Фройли та Ельвіри де Фаро. Володар Трабського замку та земель північніше річки Тамбре (з 1098). Учасник Реконкісти. Вперше згадується у першоджерелах 9 листопада 1086 року як підписант на батьковій донації монастирю святого Мартина в Хувії. Виховувався при дворі леонського короля Альфонсо VI. Служив при дворі королеви Урраки. Сподвижник і васал її чоловіка Раймунда Бургундського, правителя Галісії (1090—1107). Вихователь його сина Альфонсо VII, якого коронував його у Сантьяго-де-Компостелі. Після смерті Раймунда став фактичним володарем Галісії. Разом із компостельським єпископом Дієго Гелміресем був лідером «галісійської партії» при дворі Урраки, керуючи справами королівства Леон. Як згадує «Історія Компостели» за життя був найвпливовішим галісійським політиком, одним із найбагатших вельмож Іберії. Багато подорожував для встановлення зв'язків. Одружувався двічі: перша дружина — галісійка Уррака (1088), друга — астурійка Майор (1105). У першому шлюбі мав 3-х синів — Бермудо, Фернандо і Фройлу, і 2-х дочок — Хімену та Лупу; у другому шлюбі мав 6-х дочок  — Ельвіру, Естефанію, Ілдуару, Санчу, Тоду й Уррака, і 5-х синів — Родріго, Гарсію, Мартіна, Санчо і Веласко. Через шлюби дітей посилив своє становище. Заснував перший жіночий релігійний дім в Галісії (1109). Щедро обдаровував собор святого Якова в Сантьяго-де-Компостелі, в якому був похований після смерті.

## Сім'я
- Батько: Фройла де Траба
- Матір: Ельвіра де Фаро
- 1-а дружина (бл. 1088 або 1102): Уррака (? — ?), донька галійського вельможи Фройла Аріаса.
- Діти:
  - Бермудо (бл. 1088—1168)
  - Фернандо (бл. 1100—1155)
  - Фройла (? — ?)
  - Хімена (? — ?)
  - Лупа (? — ?) ∞ Муніо Пелаес, леонський магнат
- 2-а дружина (1105): Майор (? — після 1129), донька астурійського магната Родріго Муньоса.
- Діти:
  - Ельвіра (? — ?) ∞ Гомес Нуньєс, галісійський магнат
  - Естефанія (? — ?)
  - Ілдуара (? — ?) ∞ 1) Аріас Перес, галісійський вельможа; 2) Афонсу Егаш, португальський вельможа.
  - Санча (? — ?)
  - Тода (? — ?) ∞ Гутьєр Бермудес, леонський вельможа
  - Уррака (? — ?)
  - Родріго (1111—1158/1165)
  - Гарсія (? — ?) ∞ Ельвіра, позашлюбна донька королеви Урраки
  - Мартін (? — ?)
  - Санчо (? — ?)
  - Веласко (? — ?)